# Rivière Wedding
Pour les articles homonymes, voir Wedding.
La rivière Wedding est un affluent de la rive Est de la rivière Bell, coulant dans la municipalité de Eeyou Istchee Baie-James (municipalité), en Jamésie, dans la région administrative du Nord-du-Québec, au Québec, au Canada.
La rivière Wedding coule en zone forestière dans les cantons de Grevet et de Franquet. La foresterie constitue la principale activité économique de ce secteur. La surface de la rivière est généralement gelée du début décembre à la fin avril.
Ce bassin versant est accessible grâce à la route 113 dont le trajet est en parallèle et du côté nord-ouest de la partie supérieure de la rivière Bell. En remontant vers le Nord, cette route passe du côté Ouest du village de Lebel-sur-Quévillon et du lac Quévillon, puis va vers le Nord où elle bifurque vers l'est en passant entre le lac Esther et le lac Madeleine.

## Géographie
Les bassins versants voisins de la rivière Wedding sont :
- côté nord : rivière Iserhoff, rivière Iserhoff Nord, lac Waswanipi ;
- côté est : lac Pusticamica, Rivière O'Sullivan, rivière Wetetnagami ;
- côté sud : rivière Bell, lac Quévillon ;
- côté ouest : rivière Bell, rivière Laflamme.

La rivière Wedding prend sa source à l'embouchure du lac Esther(altitude : 314 m), dans la zone nord-est du canton de Grevet, au nord-est du de Lebel-sur-Quévillon.
La rivière Wedding coule généralement sur environ 78 km vers le sud-ouest selon les segments suivants :
- vers l'est, jusqu'à un ruisseau (venant de l'est) ;
- vers le sud en serpentant en début de segment, puis vers le sud-ouest jusqu'à la rive nord du lac Wedding ;
- vers le sud en traversant le lac Wedding (altitude : 299 m) ;
- vers le sud en formant deux crochets été coupant le chemin de fer du côté ouest de l'arrêt Franquet, jusqu'au ruisseau Caché (venant du sud-est) ;
- vers le sud-ouest, jusqu'à la décharge du lac Clément ;
- vers l'ouest, le nord, puis l'ouest, jusqu'à la route 113 ;
- vers le sud-ouest, jusqu'à une zone de confluence de ruisseaux ;
- vers l'ouest, jusqu'à un ruisseau (venant du sud) ;
- vers l'ouest, jusqu'à un ruisseau (venant du sud) ;
- vers le nord-ouest, jusqu'à un ruisseau (venant du nord-est) ;
- vers le sud-ouest, jusqu'à son embouchure. Note : le côté sud de ce segment comporte des zones de marais[2].

La rivière Wedding se déverse sur la rive droite de la rivière Bell au sud-est du pont routier enjambant la rivière Bell au nord de la limite entre la région administrative du Nord-du-Québec et de l'Abitibi-Témiscamingue.

## Toponymie
Cet hydronyme anglais signifie « mariage ». Son origine vient de l'explorateur Henry O'Sullivan, arpenteur au ministère des Terres et Forêts du Québec. Ayant exploré cette rivière le jour de son anniversaire de mariage, il lui attribua cette appellation, laquelle a perduré jusqu'à nos jours. Ce terme a été utilisé pour désigner le lac et la rivière. Ce toponyme figure dans le “Fifth Report of the Geographic Board of Canada” de 1905.
Le toponyme Rivière Wedding a été officialisé le 5 décembre 1968 à la Commission de toponymie du Québec.